# Llista de participants al Tour de França de 2013
El Tour de França de 2013 serà disputat per 198 corredors repartits entre 22 equips.

## Llista de participants
- Llista de sortida completa

| Llegenda                 | Llegenda | Llegenda              | Llegenda                                                                                         |
| ------------------------ | --- | --------------------- | ------------------------------------------------------------------------------------------------ |
| #                        | Dorsal de sortida que du el ciclista al Tour                                                                | Pos.                  | Posició final a la classificació general                                                         |
| Mallot groc              | Vencedor de la classificació general                                                                        | Mallot de la muntanya | Vencedor de la classificació de la muntanya                                                      |
| Mallot verd              | Vencedor de la classificació per punts                                                                      | [ 1 ]                 | Vencedor de la classificació dels joves                                                          |
| classificació per equips | Vencedor de la classificació per equips                                                                     | Combativitat          | Vencedor de la combativitat                                                                      |
| NP                       | Indica un ciclista que no ha pres la sortida en una etapa, seguit del número de l'etapa en què s'ha retirat | AB                    | Indica un ciclista que no ha finalitzat una etapa, seguit del número d'etapa en què s'ha retirat |
| HD                       | Indica un ciclista que ha finalitzat una etapa fora de control, seguit del número d'etapa                   | EX                    | Corredor exclòs per no respectar el reglament                                                    |
| *                        | Indica un corredor que lluita pel mallot blanc                                                              |                       |                                                                                                  |

| Team Sky SKY                                         | Team Sky SKY                                                       | Team Sky SKY |
| ---------------------------------------------------- | ------------------------------------------------------------------ | ------------ |
| Num                                                  | Ciclista                                                           | Pos          |
| 1                                                    | Christopher Froome (GBR)                                           | 1            |
| 2                                                    | Edvald Boasson Hagen (NOR) · → Campió de Noruega en contrarellotge | NP-13        |
| 3                                                    | Peter Kennaugh (GBR)*                                              | 77           |
| 4                                                    | Vassil Kirienka (BLR)                                              | HD-9         |
| 5                                                    | David López García (ESP)                                           | 127          |
| 6                                                    | Richie Porte (AUS)                                                 | 19           |
| 7                                                    | Kanstantsín Siutsou (BLR) · → Campió de Belarús en contrarellotge  | 90           |
| 8                                                    | Ian Stannard (GBR)                                                 | 135          |
| 9                                                    | Geraint Thomas (GBR)                                               | 140          |
| Directors esportius : Nicolas Portal, Servais Knaven |                                                                    |              |

| Cannondale CAN                                      | Cannondale CAN                                                 | Cannondale CAN |
| --------------------------------------------------- | -------------------------------------------------------------- | -------------- |
| Num                                                 | Ciclista                                                       | Pos            |
| 11                                                  | Peter Sagan (SVK)* · → Campió d'Eslovàquia en ruta             | 82             |
| 12                                                  | Maciej Bodnar (POL) · → Campió de Polònia en contrarellotge    | 114            |
| 13                                                  | Alessandro De Marchi (ITA)                                     | 71             |
| 14                                                  | Ted King (USA)                                                 | HD-4           |
| 15                                                  | Kristjan Koren (SLO)                                           | 100            |
| 16                                                  | Alan Marangoni (ITA)                                           | 111            |
| 17                                                  | Moreno Moser (ITA)*                                            | 94             |
| 18                                                  | Fabio Sabatini (ITA)                                           | 117            |
| 19                                                  | Brian Vandborg (DEN) · → Campió de Dinamarca en contrarellotge | 155            |
| Directors esportius : Stefano Zanatta, Mario Scirea |                                                                |                |

| Lotto-Belisol LTB                                 | Lotto-Belisol LTB                                 | Lotto-Belisol LTB |
| ------------------------------------------------- | ------------------------------------------------- | ----------------- |
| Num                                               | Ciclista                                          | Pos               |
| 21                                                | Jurgen Van den Broeck (BEL)                       | NP-6              |
| 22                                                | Lars Ytting Bak (DEN)                             | 108               |
| 23                                                | Bart De Clercq (BEL)                              | 38                |
| 24                                                | André Greipel (GER) · → Campió d'Alemanya en ruta | 129               |
| 25                                                | Adam Hansen (AUS)                                 | 72                |
| 26                                                | Gregory Henderson (NZL)                           | 162               |
| 27                                                | Jürgen Roelandts (BEL)                            | 160               |
| 28                                                | Marcel Sieberg (GER)                              | AB-19             |
| 29                                                | Frederik Willems (BEL)                            | 163               |
| Directors esportius : Herman Frison, Marc Wauters |                                                   |                   |

| BMC Racing Team BMC                                | BMC Racing Team BMC                               | BMC Racing Team BMC |
| -------------------------------------------------- | ------------------------------------------------- | ------------------- |
| Num                                                | Ciclista                                          | Pos                 |
| 31                                                 | Cadel Evans (AUS)                                 | 39                  |
| 32                                                 | Brent Bookwalter (USA)                            | 91                  |
| 33                                                 | Marcus Burghardt (GER)                            | 98                  |
| 34                                                 | Philippe Gilbert (BEL) · → Campió del món en ruta | 62                  |
| 35                                                 | Amaël Moinard (FRA)                               | 56                  |
| 36                                                 | Steve Morabito (SUI)                              | 35                  |
| 37                                                 | Manuel Quinziato (ITA)                            | 85                  |
| 38                                                 | Michael Schär (SUI) · → Campió de Suïssa en ruta  | NP-9                |
| 39                                                 | Tejay van Garderen (USA)*                         | 45                  |
| Directors esportius : John Lelangue, Fabio Baldato |                                                   |                     |

| RadioShack-Leopard RLT                             | RadioShack-Leopard RLT | RadioShack-Leopard RLT |
| -------------------------------------------------- | ---------------------- | ---------------------- |
| Num                                                | Ciclista               | Pos                    |
| 41                                                 | Andy Schleck (LUX)     | 20                     |
| 42                                                 | Jan Bakelants (BEL)    | 18                     |
| 43                                                 | Laurent Didier (LUX)   | 53                     |
| 44                                                 | Tony Gallopin (FRA)*   | 58                     |
| 45                                                 | Markel Irizar (ESP)    | 103                    |
| 46                                                 | Andreas Klöden (GER)   | 30                     |
| 47                                                 | Maxime Monfort (BEL)   | 14                     |
| 48                                                 | Jens Voigt (GER)       | 67                     |
| 49                                                 | Haimar Zubeldia (ESP)  | 36                     |
| Directors esportius : Kim Andersen, Alain Gallopin |                        |                        |

| Team Europcar EUC                                     | Team Europcar EUC                                 | Team Europcar EUC |
| ----------------------------------------------------- | ------------------------------------------------- | ----------------- |
| Num                                                   | Ciclista                                          | Pos               |
| 51                                                    | Pierre Rolland (FRA)                              | 24                |
| 52                                                    | Yukiya Arashiro (JPN) · → Campió del Japó en ruta | 99                |
| 53                                                    | Jérôme Cousin (FRA)*                              | 156               |
| 54                                                    | Cyril Gautier (FRA)                               | 32                |
| 55                                                    | Yohann Gène (FRA)                                 | 158               |
| 56                                                    | Davide Malacarne (ITA)                            | 49                |
| 57                                                    | Kévin Réza (FRA)*                                 | 134               |
| 58                                                    | David Veilleux (CAN)                              | 123               |
| 59                                                    | Thomas Voeckler (FRA)                             | 65                |
| Directors esportius : Andy Flickinger, Ismaël Mottier |                                                   |                   |

| Astana Qazaqstan Team AST                            | Astana Qazaqstan Team AST | Astana Qazaqstan Team AST |
| ---------------------------------------------------- | ------------------------- | ------------------------- |
| Num                                                  | Ciclista                  | Pos                       |
| 61                                                   | Janez Brajkovič (SLO)     | NP-7                      |
| 62                                                   | Assan Bazàiev (KAZ)       | 168                       |
| 63                                                   | Jakob Fuglsang (DEN)      | 7                         |
| 64                                                   | Enrico Gasparotto (ITA)   | 95                        |
| 65                                                   | Francesco Gavazzi (ITA)   | 84                        |
| 66                                                   | Andrei Kàixetxkin (KAZ)   | AB-3                      |
| 67                                                   | Fredrik Kessiakoff (SWE)  | AB-6                      |
| 68                                                   | Aleksei Lutsenko (KAZ)*   | AB-18                     |
| 69                                                   | Dmitri Muraviov (KAZ)     | 167                       |
| Directors esportius : Dimitri Sedoun, Dmitri Fofónov |                           |                           |

| FDJ                                                  | FDJ                                               | FDJ   |
| ---------------------------------------------------- | ------------------------------------------------- | ----- |
| Num                                                  | Ciclista                                          | Pos   |
| 71                                                   | Thibaut Pinot (FRA)*                              | NP-16 |
| 72                                                   | William Bonnet (FRA)                              | AB-18 |
| 73                                                   | Nacer Bouhanni (FRA)*                             | AB-6  |
| 74                                                   | Pierrick Fédrigo (FRA)                            | 58    |
| 75                                                   | Murilo Fischer (BRA)                              | 133   |
| 76                                                   | Alexandre Geniez (FRA)*                           | 44    |
| 77                                                   | Arnold Jeannesson (FRA)                           | 29    |
| 78                                                   | Jérémy Roy (FRA)                                  | 126   |
| 79                                                   | Arthur Vichot (FRA)* · → Campió de França en ruta | 66    |
| Directors esportius : Thierry Bricaud, Franck Pineau |                                                   |       |

| AG2R La Mondiale ALM                                | AG2R La Mondiale ALM         | AG2R La Mondiale ALM |
| --------------------------------------------------- | ---------------------------- | -------------------- |
| Num                                                 | Ciclista                     | Pos                  |
| 81                                                  | Jean-Christophe Péraud (FRA) | AB-17                |
| 82                                                  | Romain Bardet (FRA)*         | 15                   |
| 83                                                  | Maxime Bouet (FRA)           | NP-6                 |
| 84                                                  | Samuel Dumoulin (FRA)        | 143                  |
| 85                                                  | Hubert Dupont (FRA)          | 34                   |
| 86                                                  | John Gadret (FRA)            | 22                   |
| 87                                                  | Blel Kadri (FRA)             | 125                  |
| 88                                                  | Sébastien Minard (FRA)       | 124                  |
| 89                                                  | Christophe Riblon (FRA)      | 37                   |
| Directors esportius : Vincent Lavenu, Julien Jurdie |                              |                      |

| Team Saxo-Tinkoff TST                                  | Team Saxo-Tinkoff TST          | Team Saxo-Tinkoff TST |
| ------------------------------------------------------ | ------------------------------ | --------------------- |
| Num                                                    | Ciclista                       | Pos                   |
| 91                                                     | Alberto Contador (ESP)         | 4                     |
| 92                                                     | Daniele Bennati (ITA)          | 107                   |
| 93                                                     | Jesús Hernández Blázquez (ESP) | 43                    |
| 94                                                     | Roman Kreuziger (CZE)          | 5                     |
| 95                                                     | Benjamín Noval (ESP)           | AB-9                  |
| 96                                                     | Sérgio Paulinho (POR)          | 136                   |
| 97                                                     | Nicolas Roche (IRL)            | 40                    |
| 98                                                     | Michael Rogers (AUS)           | 16                    |
| 99                                                     | Matteo Tosatto (ITA)           | 92                    |
| Directors esportius : Philippe Mauduit, Fabrizio Guidi |                                |                       |

| Team Katusha KAT                                    | Team Katusha KAT                                             | Team Katusha KAT |
| --------------------------------------------------- | ------------------------------------------------------------ | ---------------- |
| Num                                                 | Ciclista                                                     | Pos              |
| 101                                                 | Joaquim Rodríguez (CAT)                                      | 3                |
| 102                                                 | Pàvel Brut (RUS)                                             | 110              |
| 103                                                 | Alexander Kristoff (NOR)                                     | 147              |
| 104                                                 | Aleksandr Kuschynski (BLR)                                   | 141              |
| 105                                                 | Alberto Losada (CAT)                                         | 109              |
| 106                                                 | Daniel Moreno (ESP)                                          | 17               |
| 107                                                 | Gatis Smukulis (LAT) · → Campió de Letònia en contrarellotge | 119              |
| 108                                                 | Iuri Trofímov (RUS)                                          | 51               |
| 109                                                 | Eduard Vorgànov (RUS)                                        | 48               |
| Directors esportius : Valerio Piva, Torsten Schmidt |                                                              |                  |

| Euskaltel–Euskadi EUS                                             | Euskaltel–Euskadi EUS    | Euskaltel–Euskadi EUS |
| ----------------------------------------------------------------- | ------------------------ | --------------------- |
| Num                                                               | Ciclista                 | Pos                   |
| 111                                                               | Igor Antón (ESP)         | 23                    |
| 112                                                               | Mikel Astarloza (ESP)    | 42                    |
| 113                                                               | Gorka Izagirre (ESP)     | NP-17                 |
| 114                                                               | Ion Izagirre (ESP)*      | 69                    |
| 115                                                               | Juan José Lobato (ESP)*  | 165                   |
| 116                                                               | Mikel Nieve (ESP)        | 12                    |
| 117                                                               | Juan José Oroz (ESP)     | 78                    |
| 118                                                               | Rubén Pérez Moreno (ESP) | 139                   |
| 119                                                               | Romain Sicard (FRA)*     | 122                   |
| Directors esportius : Álvaro González de Galdeano, Óscar Guerrero |                          |                       |

| Movistar Team MOV                                            | Movistar Team MOV                                                         | Movistar Team MOV |
| ------------------------------------------------------------ | ------------------------------------------------------------------------- | ----------------- |
| Num                                                          | Ciclista                                                                  | Pos               |
| 121                                                          | Alejandro Valverde (ESP)                                                  | 8                 |
| 122                                                          | Andrey Amador (CRC)                                                       | 54                |
| 123                                                          | Jonathan Castroviejo (ESP) · → Campió d'Espanya en contrarellotge         | 97                |
| 124                                                          | Imanol Erviti (ESP)                                                       | 27                |
| 125                                                          | Rui Alberto Faria da Costa (POR) · → Campió de Portugal en contrarellotge | 118               |
| 126                                                          | José Iván Gutiérrez (ESP)                                                 | AB-9              |
| 127                                                          | Rubén Plaza (ESP)                                                         | 47                |
| 128                                                          | Nairo Quintana (COL)*                                                     | 2                 |
| 129                                                          | José Joaquín Rojas (ESP)                                                  | 78                |
| Directors esportius : José Luis Arrieta, José Luis Jaimerena |                                                                           |                   |

| Cofidis COF                                       | Cofidis COF                                      | Cofidis COF |
| ------------------------------------------------- | ------------------------------------------------ | ----------- |
| Num                                               | Ciclista                                         | Pos         |
| 131                                               | Rein Taaramäe (EST) · → Campió d'Estònia en ruta | 102         |
| 132                                               | Yoann Bagot (FRA)                                | AB-3        |
| 133                                               | Jérôme Coppel (FRA)                              | 63          |
| 134                                               | Egoitz García (ESP)                              | 115         |
| 135                                               | Christophe Le Mével (FRA)                        | AB-19       |
| 136                                               | Guillaume Levarlet (FRA)                         | 61          |
| 137                                               | Luis Ángel Maté (ESP)                            | 88          |
| 138                                               | Rudy Molard (FRA)*                               | 73          |
| 139                                               | Daniel Navarro (ESP)                             | 9           |
| Directors esportius : Didier Rous, Alain Deloeuil |                                                  |             |

| Lampre-Merida LAM                                 | Lampre-Merida LAM        | Lampre-Merida LAM |
| ------------------------------------------------- | ------------------------ | ----------------- |
| Num                                               | Ciclista                 | Pos               |
| 141                                               | Damiano Cunego (ITA)     | 55                |
| 142                                               | Matteo Bono (ITA)        | AB-8              |
| 143                                               | Davide Cimolai (ITA)*    | 137               |
| 144                                               | Elia Favilli (ITA)*      | 128               |
| 145                                               | Roberto Ferrari (ITA)    | 157               |
| 146                                               | Adriano Malori (ITA)*    | AB-7              |
| 147                                               | Manuele Mori (ITA)       | 76                |
| 148                                               | Przemysław Niemiec (POL) | 57                |
| 149                                               | José Serpa (COL)         | 21                |
| Directors esportius : Orlando Maini, Bruno Vicino |                          |                   |

| Omega Pharma-Quick Step OPQ                            | Omega Pharma-Quick Step OPQ                                                                    | Omega Pharma-Quick Step OPQ |
| ------------------------------------------------------ | ---------------------------------------------------------------------------------------------- | --------------------------- |
| Num                                                    | Ciclista                                                                                       | Pos                         |
| 151                                                    | Mark Cavendish (GBR) · → Campió del Regne Unit en ruta                                         | 148                         |
| 152                                                    | Sylvain Chavanel (FRA) · → Campió de França en contrarellotge                                  | 31                          |
| 153                                                    | Michał Kwiatkowski (POL)* · → Campió de Polònia en ruta                                        | 11                          |
| 154                                                    | Tony Martin (GER) · → Campió del món en contrarellotge · → Campió d'Alemanya en contrarellotge | 106                         |
| 155                                                    | Jérôme Pineau (FRA)                                                                            | 159                         |
| 156                                                    | Gert Steegmans (BEL)                                                                           | 153                         |
| 157                                                    | Niki Terpstra (NED)                                                                            | 149                         |
| 158                                                    | Matteo Trentin (ITA)*                                                                          | 142                         |
| 159                                                    | Peter Velits (SVK) · → Campió d'Eslovàquia en contrarellotge                                   | 25                          |
| Directors esportius : Wilfried Peeters, Davide Bramati |                                                                                                |                             |

| Belkin Pro Cycling Team BEL                         | Belkin Pro Cycling Team BEL | Belkin Pro Cycling Team BEL |
| --------------------------------------------------- | --------------------------- | --------------------------- |
| Num                                                 | Ciclista                    | Pos                         |
| 161                                                 | Lars Boom (NED)             | 105                         |
| 162                                                 | Robert Gesink (NED)         | 26                          |
| 163                                                 | Tom Leezer (NED)            | 150                         |
| 164                                                 | Bauke Mollema (NED)         | 6                           |
| 165                                                 | Lars Petter Nordhaug (NOR)  | 50                          |
| 166                                                 | Bram Tankink (NED)          | 64                          |
| 167                                                 | Laurens ten Dam (NED)       | 13                          |
| 168                                                 | Sep Vanmarcke (BEL)*        | 131                         |
| 169                                                 | Maarten Wynants (BEL)       | 132                         |
| Directors esportius : Nico Verhoeven, Frans Maassen |                             |                             |

| Garmin-Sharp GRS                                         | Garmin-Sharp GRS            | Garmin-Sharp GRS |
| -------------------------------------------------------- | --------------------------- | ---------------- |
| Num                                                      | Ciclista                    | Pos              |
| 171                                                      | Ryder Hesjedal (CAN)        | 70               |
| 172                                                      | Jack Bauer (NZL)            | AB-19            |
| 173                                                      | Thomas Danielson (USA)      | 60               |
| 174                                                      | Rohan Dennis (AUS)*         | NP-9             |
| 175                                                      | Daniel Martin (IRL)         | 33               |
| 176                                                      | Ramūnas Navardauskas (LTU)* | 120              |
| 177                                                      | David Millar (GBR)          | 113              |
| 178                                                      | Andrew Talansky (USA)*      | 10               |
| 179                                                      | Christian Vande Velde (USA) | AB-7             |
| Directors esportius : Charles Wegelius, Bingen Fernández |                             |                  |

| Orica-GreenEDGE OGE                                | Orica-GreenEDGE OGE                                          | Orica-GreenEDGE OGE |
| -------------------------------------------------- | ------------------------------------------------------------ | ------------------- |
| Num                                                | Ciclista                                                     | Pos                 |
| 181                                                | Simon Gerrans (AUS)                                          | 60                  |
| 182                                                | Michael Albasini (SUI)                                       | 86                  |
| 183                                                | Simon Clarke (AUS)                                           | 68                  |
| 184                                                | Matthew Goss (AUS)                                           | 152                 |
| 185                                                | Daryl Impey (RSA) · → Campió de Sud-àfrica en contrarellotge | 74                  |
| 186                                                | Brett Lancaster (AUS)                                        | 154                 |
| 187                                                | Cameron Meyer (AUS)*                                         | 130                 |
| 188                                                | Stuart O'Grady (AUS)                                         | 161                 |
| 189                                                | Svein Tuft (CAN)                                             | 169                 |
| Directors esportius : Matthew White, Neil Stephens |                                                              |                     |

| Argos-Shimano ARG                                       | Argos-Shimano ARG         | Argos-Shimano ARG |
| ------------------------------------------------------- | ------------------------- | ----------------- |
| Num                                                     | Ciclista                  | Pos               |
| 191                                                     | John Degenkolb (GER)*     | 121               |
| 192                                                     | Roy Curvers (NED)         | 145               |
| 193                                                     | Koen de Kort (NED)        | 138               |
| 194                                                     | Tom Dumoulin (NED)*       | 41                |
| 195                                                     | Johannes Fröhlinger (GER) | 146               |
| 196                                                     | Simon Geschke (GER)       | 75                |
| 197                                                     | Marcel Kittel (GER)*      | 166               |
| 198                                                     | Albert Timmer (NED)       | 164               |
| 199                                                     | Tom Veelers (NED)         | AB-19             |
| Directors esportius : Christian Guiberteau, Rudie Kemna |                           |                   |

| Vacansoleil-DCM VCD                                                  | Vacansoleil-DCM VCD                                                 | Vacansoleil-DCM VCD |
| -------------------------------------------------------------------- | ------------------------------------------------------------------- | ------------------- |
| Num                                                                  | Ciclista                                                            | Pos                 |
| 201                                                                  | Wout Poels (NED)                                                    | 28                  |
| 202                                                                  | Kris Boeckmans (BEL)                                                | AB-19               |
| 203                                                                  | Thomas De Gendt (BEL)                                               | 96                  |
| 204                                                                  | Joan Antoni Flecha (CAT)                                            | 93                  |
| 205                                                                  | Johnny Hoogerland (NED) · → Campió dels Països Baixos en ruta       | 101                 |
| 206                                                                  | Serguei Lagutin (UZB)                                               | 83                  |
| 207                                                                  | Boy van Poppel (NED)*                                               | 144                 |
| 208                                                                  | Danny van Poppel (NED)*                                             | NP-16               |
| 209                                                                  | Lieuwe Westra (NED) · → Campió dels Països Baixos en contrarellotge | AB-21               |
| Directors esportius : Hilaire Van der Schueren, Jean-Paul van Poppel |                                                                     |                     |

| Sojasun SOJ                                           | Sojasun SOJ              | Sojasun SOJ |
| ----------------------------------------------------- | ------------------------ | ----------- |
| Num                                                   | Ciclista                 | Pos         |
| 211                                                   | Brice Feillu (FRA)       | 104         |
| 212                                                   | Anthony Delaplace (FRA)* | 89          |
| 213                                                   | Julien El Fares (FRA)    | 81          |
| 214                                                   | Jonathan Hivert (FRA)    | 151         |
| 215                                                   | Cyril Lemoine (FRA)      | 112         |
| 216                                                   | Jean-Marc Marino (FRA)   | 116         |
| 217                                                   | Maxime Méderel (FRA)     | 52          |
| 218                                                   | Julien Simon (FRA)       | 87          |
| 219                                                   | Alexis Vuillermoz (FRA)* | 46          |
| Directors esportius : Nicolas Guillé, Lylian Lebreton |                          |             |